# Bonifatius Fischer
Bonifatius Fischer OSB (* 20. August 1915 in Friedrichshafen; † 19. April 1997 in Mülhausen (Grefrath)) war ein deutscher Theologe und Benediktiner in der Erzabtei Beuron sowie Gründer und langjähriger Leiter des dortigen Vetus Latina-Instituts.

## Biografie
Nach seinem Eintritt in die Erzabtei Beuron 1934 nahm Paul Fischer den Ordensnamen Bonifatius an und begann 1936 mit dem Studium der Philosophie an der Benediktinerhochschule S. Anselmo in Rom. Im Jahr 1945 kehrte Bonifatius Fischer nach Beuron zurück und wurde von Erzabt Benedikt Baur mit der Arbeit an der Vetus Latina betraut. Er sollte die von Pfarrer Josef Denk (1849–1927) begründete Sammlung der Reste der ältesten lateinischen Bibelübersetzungen fortführen und die geplante Edition beginnen und nach Möglichkeit zum Abschluss bringen. Zu diesem Zweck entstand unter der Leitung von Bonifatius Fischer das Vetus Latina-Institut der Erzabtei Beuron, das sich in den kommenden Jahren zu einem international beachteten Zentrum der Erforschung und Edition des Textes der lateinischen Bibel entwickelte.
Die für die Arbeit nötigen Kenntnisse hatte Bonifatius Fischer bei Alban Dold, einem international bekannten Fachmann für Paläographie, Handschriftenkunde und Palimpsestforschung, erworben. Er erarbeitete die Prinzipien und Kriterien für die Beuroner Edition der Vetus Latina und legte mit seiner 1954 abgeschlossenen Edition der Genesis den ersten Band der Reihe vor. Unter seiner Leitung folgten Editionen weiterer Schriften der Vetus Latina des Alten und Neuen Testaments. Bonifatius Fischer erwarb sich rasch durch zahlreiche Aufsätze und Studien zu den lateinischen Bibelhandschriften und zum lateinischen Bibeltext den Ruf eines hervorragenden Experten auf diesem Gebiet. Dies dokumentiert seine maßgebende Mitarbeit an der Stuttgarter Handausgabe der Vulgata (1. Auflage 1969; 2. Auflage 1975), zu der er zudem eine fünfbändige Wortkonkordanz erarbeitete (1977). Außerdem beteiligte sich Bonifatius Fischer auf Einladung des Instituts für neutestamentliche Textforschung in Münster an den Arbeiten an der 26. Auflage des Novum Testamentum Graece (Nestle-Aland), an der Neubearbeitung des Greek New Testament und an der Editio Critica Maior des griechischen Neuen Testaments.
Aus gesundheitlichen Gründen gab Bonifatius Fischer 1972 die Leitung des Vetus Latina-Instituts in Beuron auf. Er ging als Spiritual in das Benediktinerinnenkloster Mariendonk, wo er seine Forschungen zur lateinischen Bibel bis zu seinem Tod fortsetzte.

## Auszeichnungen
- Burkett-Medaille 1983 der British Academy
- 14. Februar 1969 korrespondierendes Mitglied der Philosophisch-Historischen Klasse der Bayerischen Akademie der Wissenschaften

## Veröffentlichungen (Auswahl)
- Der Bibeltext in den pseudo-Augustinischen "solutiones diversarum quaestionum ab haereticis obiectarum" : Im Codex Paris B. N. at. 12217, in: Biblica 23 (1942), 139–164 u. 241–267.
- Genesis. Vetus Latina. Die Reste der altlateinischen Bibel, Bd. 2., Freiburg im Breisgau 1951–1954.
- Bibeltext und Bibelreform unter Karl dem Grossen, in: Karl der Grosse : das geistige Leben. Band II, 1967, 156–216.
- Die Alcuin-Bibel. Vetus Latina. Aus der Geschichte der lateinischen Bibel 1, Freiburg im Breisgau 1957.
- Das Neue Testament in lateinischer Sprache. Der gegenwärtige Stand seiner Erforschung und seine Bedeutung für die griechische Textgeschichte, in: Die alten Übersetzungen des Neuen Testaments, die Kirchenväterzitate und Lektionare. Der gegenwärtige Stand ihrer Erforschung und ihre Bedeutung für die griechische Textgeschichte (Arbeiten zur neutestamentlichen Textforschung), hrsg. von Kurt Aland, Berlin 1972, 2–92.
- Novae Concordantiae Bibliorum Sacrorum iuxta Vulgatam versionem critice editam, 5 Bde., Stuttgart 1977.
- Lateinische Bibelhandschriften im frühen Mittelalter. Vetus Latina. Aus der Geschichte der lateinischen Bibel 11, Freiburg im Breisgau 1985.
- Die Lateinischen Evangelien bis zum 10. Jahrhundert, I. Varianten zu Matthäus. Vetus Latina. Aus der Geschichte der lateinischen Bibel 13, Freiburg im Breisgau 1988.
- Die Lateinischen Evangelien bis zum 10. Jahrhundert, II. Varianten zu Markus. Vetus Latina. Aus der Geschichte der lateinischen Bibel 15, Freiburg im Breisgau 1989.
- Die Lateinischen Evangelien bis zum 10. Jahrhundert, III. Varianten zu Lukas. Vetus Latina. Aus der Geschichte der lateinischen Bibel 17, Freiburg im Breisgau 1990.
- Die Lateinischen Evangelien bis zum 10. Jahrhundert, IV. Varianten zu Johannes. Vetus Latina. Aus der Geschichte der lateinischen Bibel 18, Freiburg im Breisgau 1991.